# William Thompson (veslač)
William G. Thompson, ameriški veslač, * 19. julij 1908, † 8. februar 1956.
Thompson je za Združene države Amerike nastopil kot član osmerca na Poletnih olimpijskih igrah 1928 v Amsterdamu. Ameriški čoln je tam osvojil zlato medaljo.  